# Štěpán Policer
Štěpán Policer (* 14. prosince 1976 Česká Lípa) je český sbormistr a pedagog.

## Život a dílo
Po maturitě na Biskupském gymnáziu v Brně studoval v letech 1996–2002 na Pedagogické fakultě Masarykovy univerzity (obor český jazyk, hudební výchova). V letech 1998–2000 se stal asistentem sbormistra Alexandra Vacka v pěveckém sboru Gaudeamus. Následujících šest let studoval na Hudební fakultě Janáčkovy akademie múzických umění (JAMU) v Brně sbormistrovství u Josefa Pančíka a Lubomíra Mátla (v roce 2003 titul BcA., v roce 2006 titul MgA.), absolvoval mimo jiné provedením Requiem Wolfganga Amadea Mozarta. V roce 2000 založil Scholu brněnské mládeže, kde se stal prvním sbormistrem. V letech 2003 až 2008 působil jako sbormistr pěveckého sboru Gaudeamus. S tímto sborem získal v roce 2004 zlatou medaili na 14. Mezinárodním festivalu adventní a vánoční hudby s Cenou Petra Ebena a zvláštní cenu za dramaturgii a mimořádný dirigentský výkon.
Od roku 2004 studoval na Hudební fakultě JAMU obor dirigování orchestru u Jana Zbavitele a Rostislava Hališky. V roce 2007 dokončil bakalářské studium a v roce 2012 i navazující magisterské. Spolupracoval s mnoha českými sborovými i orchestrálními tělesy (mj. Brněnský akademický sbor, Brněnský filharmonický sbor, Severočeská filharmonie Teplice, Czech Virtuosi). Od roku 2003 byl členem pedagogického sboru na gymnáziu v Brně-Líšni. Působil rovněž jako varhaník a sbormistr v kostele sv. Janů v Brně u minoritů. Absolventský koncert na ukončení studií dirigování se uskutečnil 24. listopadu 2011.
V roce 2014 byl jmenován ředitelem Cyrilometodějského gymnázia a střední odborné školy pedagogické v Brně. Na této škole diriguje školní sbor Cantate Brno.

## Ocenění
V srpnu 2016 při Světovém dni mládeže v Krakově, kde vystupovala Schola brněnské mládeže  mu brněnský biskup Vojtěch Cikrle předal medaili sv. Petra a Pavla za jeho práci pro církev.